# Assistant privé
Un assistant privé est une personne dont le métier est d'intervenir chez les particuliers pour les aider à gérer leurs affaires administratives et organisationnelles au quotidien.
L'assistant privé peut par exemple intervenir dans les domaines de la gestion du courrier, le classement et l'archivage des documents personnels et administratifs, le suivi de projets, la gestion et les formalités privées, la vie quotidienne, les travaux bureautiques, etc.
Ce service peut également s'exercer à distance.